# Policía del Chaco

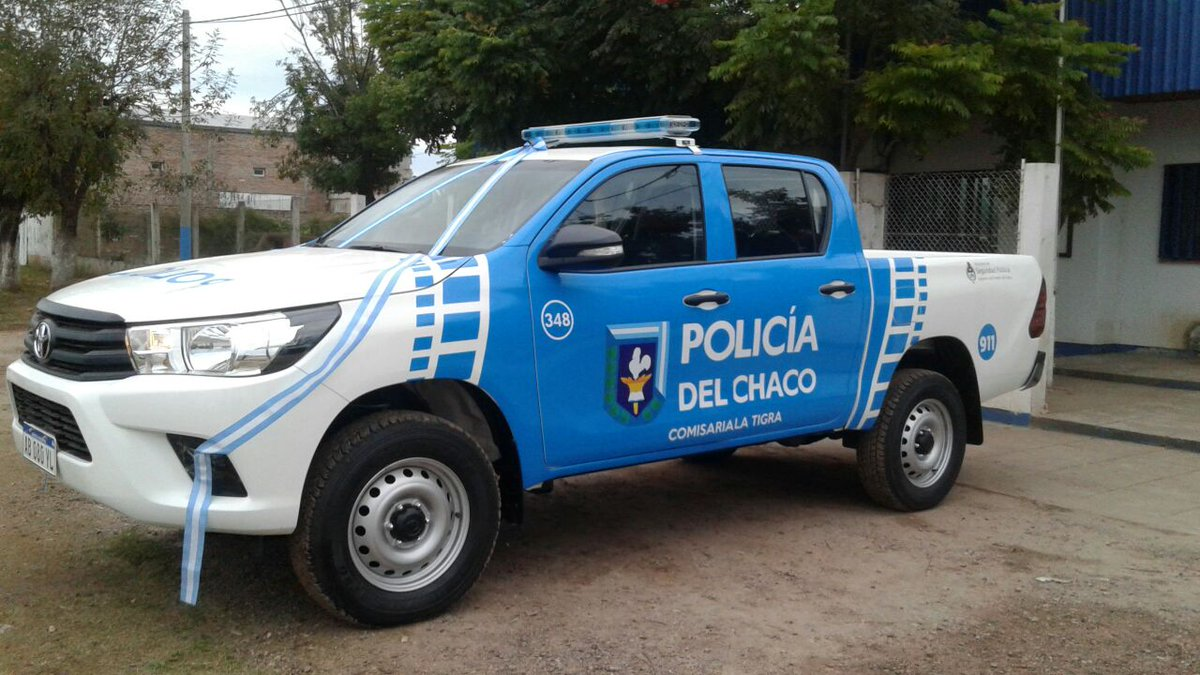
Patrullero de la Policía de la Provincia del Chaco

La Policía del Chaco, una de las 23 policías provinciales existentes en la Argentina, está a cargo de la seguridad pública de los habitantes de la provincia de Chaco.

## Historia
El origen de la actual Provincia es el Territorio Nacional del Chaco. Cuya organización administrativa se inicia por decreto del Poder Ejecutivo Nacional de fecha 31 de enero de 1872, al tiempo que la designación del gobernador recaía en la persona del General Julio de Vedia, fijándose a su vez la localidad de Villa Occidental como capital del Estado.
Años más tarde, conforme a la ley 1532 de 13 de octubre de 1884, se resuelve, con respecto al nuevo y definitivo límite del Territorio Nacional del Chaco, determinándose asimismo la organización y administración de los poderes del Estado que, con ligeras modificaciones se mantuvo vigente hasta el año 1953, con sede en la ciudad de Resistencia.
Transcurrido el tiempo, y cuando el Territorio se encontraba encuadrado en las disposiciones legales que lo regían, así como en un constante progreso, el 20 de julio de 1951 se dictó la Ley 14.037, que establecía su provincialización. Consecuente con ello, el 21 de diciembre del mismo año, en la ciudad de Resistencia se llevó a cabo la Convención Constituyente que dictó las normas del nuevo Estado, asignándosele al ex Territorio Nacional del Chaco, el nombre de Provincia "Presidente Perón".
Conforme con el orden natural de los acontecimientos para la regularización legal del nuevo Estado, el día 12 de abril de 1953 se llevaron a cabo las elecciones generales para designar a los candidatos que se postulaban para las diferentes funciones que debían cumplirse en la incipiente Provincia. Resultó elegido gobernador Felipe Gallardo, quién asumió su cargo el 4 de junio de 1953, en la ciudad de Resistencia, designada capital de la Provincia.            
Prosiguiendo con el ordenamiento administrativo del nuevo Estado, el Gobernador Felipe Gallardo, ese mismo día 4 de junio firmó el decreto mediante el cual designaba Jefe de Policía de la Provincia a Leandro Gallardo, circunstancia que se menciona en la Orden del Día N.º 1 de la Repartición.
El Poder Ejecutivo de la Provincia, manifestó su preocupación desde los primeros momentos de la administración funcional del Estado, para tratar de elevar el nivel profesional del personal de la Policía, y es así que por Decreto Nº48, de fecha 15 de junio de 1953, se dispuso la creación de la Escuela de Policía "Eva Perón", que llevó a cabo su cometido en la Jefatura de Policía y se rigió por el Reglamento Orgánico confeccionado por esa Dependencia.
En 1985, en que a propuesta del entonces Jefe de Policía de la Provincia, el extinto Comisario General (R) Carlos Angel Chiesanova, el Poder Ejecutivo mediante Decreto N° 959, estableció como Día de la Policía el 15 de junio, por ser una fecha más representativa, ya que ese mismo día de 1953, fue creada la Escuela de Cadetes de la Policía y se dio inicio a la formación profesional y específica del personal superior y subalterno de la Policía de la Provincia.
En el año 1955 ocurrieron importantes acontecimientos en la vida política del país, como consecuencia de haberse producido el derrocamiento del Gobierno Constitucional, y haber asumido al poder autoridades militares surgidas de la Revolución ocurrida el 16 de septiembre del mismo año, decretando el presidente del Gobierno Provisional, entre otras medidas, lo siguiente: "designase con los nombres de Chaco y La Pampa, a las Provincia presidente Perón y Eva Perón, respectivamente".

## Delitos de lesa humanidad
Si bien no estaba constituida como fuerza provincial, en 1924 policías chaqueños fueron responsable de la Masacre de Napalpí en la que 200 indígenas (hombres, mujeres y niños) de las etnias qom y mocoví fueron torturados y asesinados en conjunto con grupos de estancieros. El gobierno provincial se disculpó 84 años después cuando solamente quedaba una sobreviviente.
Como la mayoría de fuerzas policiales argentinas, la de Chaco tiene su página más negativa durante el período del terrorismo de Estado, y la dictadura militar que se instauró en 1976. Uno de los casos más resonantes fue la masacre de Margarita Belén, un operativo conjunto donde la Policía del Chaco y el Ejército Argentino torturaron y ejecutaron 22 personas retiradas de la cárcel.
En el sigo XXI, las autoridades afirmaron que «no se tolerarán atropellos a los derechos humanos».